# La Digne-d'Amont
La Digne-d'Amont är en kommun i departementet Aude i regionen Occitanien  i södra Frankrike. Kommunen ligger  i kantonen Limoux som ligger i arrondissementet Limoux. År 2022 hade La Digne-d'Amont 290 invånare.

## Befolkningsutveckling
Antalet invånare i kommunen La Digne-d'Amont
Referens: INSEE